# Mälardalens brand- och räddningsförbund

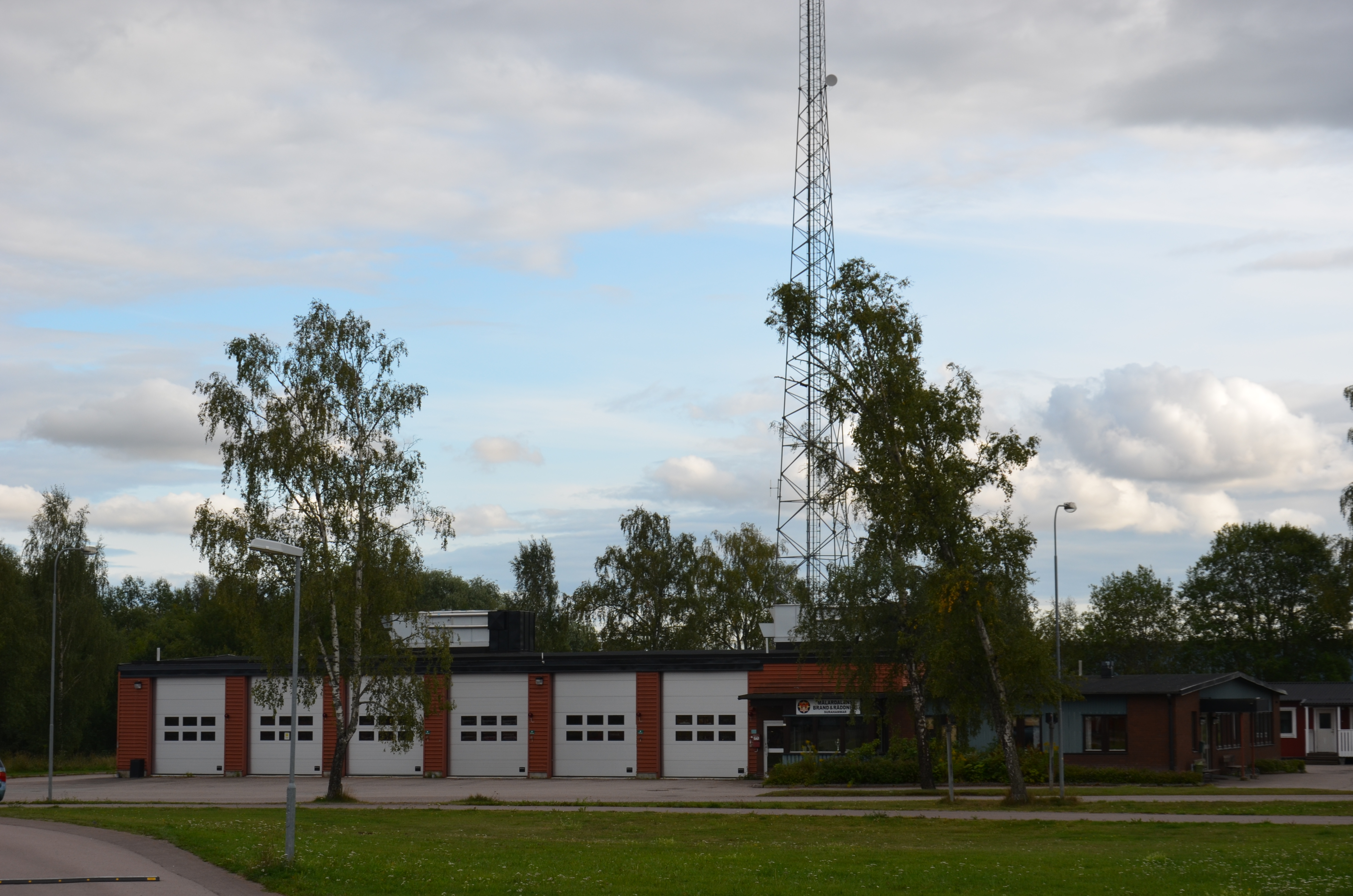
Surahammars brandstation

Mälardalens brand- och räddningsförbund är ett kommunalförbund för räddningstjänster för Västerås, Hallstahammars och Surahammars kommuner.
Mälardalens brand- och räddningsförbund bildades 2001 genom sammanslagning av Västerås brandkår och Surahammars räddningstjänst, och utvidgades 2004 med Hallstahammars räddningstjänst. Sedan 1 januari 2021 är även Arboga, Köping och Kungsörs kommuner medlemmar i förbundet. 